# Usia anus
Usia anus är en tvåvingeart som beskrevs av Becker 1906. Usia anus ingår i släktet Usia och familjen svävflugor.
Artens utbredningsområde är Algeriet. Inga underarter finns listade i Catalogue of Life.